# Alberto Jerez Horta
Alberto Jorge Jerez Horta (Santiago, Región Metropolitana de Santiago; 2 de julio de 1927-Olmué, 17 de octubre de 2023) fue un abogado, artista visual y político chileno, militante del Partido Demócrata Cristiano (PDC).
Fue diputado por la 17.ª Agrupación Departamental por dos periodos legislativos consecutivos, entre 1961 y 1969, y senador por la 7.ª Agrupación Provincial por un periodo legislativo, entre 1969 y 1973. En dicho lapso, participó en las comisiones permanentes de trabajo y legislación social, de hacienda, de educación pública, de gobierno interior, de policía interior y reglamento, de economía y comercio, de vías y obras públicas, de defensa nacional y de gobierno.

## Biografía
Hijo de Alberto Jerez Pino y Carmen Horta Hesse, se casó con Mireya Kulczewsky Yánquez, con quien tuvo una hija.
Estudió en varias escuelas públicas, en el Seminario Pontificio de Santiago y en el Liceo de Viña del Mar. Ingresó a la Universidad de Chile, donde se graduó de abogado en 1955, y posteriormente obtuvo un doctorado en Ciencias Políticas en la Universidad Complutense de Madrid.
En 1945 ingresó a la Falange Nacional. En 1951 fue nombrado jefe nacional universitario y delegado al Congreso Mundial de Juventudes llevado a cabo en Berlín Oriental. En 1953 asumió el cargo de secretario nacional.
En 1957 ingresó al Partido Demócrata Cristiano, donde desempeñó los cargos de secretario general de la primera candidatura presidencial de Eduardo Frei Montalva en 1958, secretario general del partido en 1959, secretario general del Congreso Mundial de Juventudes Demócrata Cristianas celebrado en Caracas en 1962, y vicepresidente nacional en 1967.
En 1969 ingresó al Movimiento de Acción Popular Unitaria (MAPU), del que fue militante hasta su renuncia en 1971, cuando ingresó a la Izquierda Cristiana. En 1976 renunció a la Izquierda Cristiana y permaneció como independiente hasta 1983. 
En 1981 fue exiliado de Chile junto con otros líderes socialistas, radicales y democratacristianos, como Carlos Briones, Orlando Cantuarias y Jaime Castillo Velasco. Vivió en España y regresó a Chile en 1983, cuando volvió al Partido Demócrata Cristiano.

## Trayectoria política
En 1961 fue elegido diputado por la 17.ª Agrupación Departamental para el periodo 1961-1965. Integró siete comisiones permanentes: la de Trabajo y Legislación Social, la de Hacienda, la de Educación Pública, la de Gobierno Interior, la de Policía Interior y Reglamento, la de Economía y Comercio, y la de Vías y Obras Públicas. También fue miembro de la comisión especial central única de Trabajadores y Especial de Deportes y Educación Física.
En 1965 fue reelecto diputado por la misma, aunque ampliada, 17.ª Agrupación Departamental para el periodo 1965-1969. Integró las comisiones permanentes de Educación Pública, de Gobierno Interior, de Policía Interior y Reglamento, y de Economía y Comercio. Fue miembro de la comisión especial investigadora «Plan Camelot» (1965), de la comisión investigadora de televisores (1965-1966) y de la comisión especial de la vivienda (1966-1967). Además, fue miembro propietario del comité parlamentario demócrata cristiano (1965-1966). En este periodo, llegó a desempeñarse como asesor cultural del alcalde de Santiago Manuel Fernández Díaz.
En 1969 fue elegido senador por la 7.ª Agrupación Provincial, que agrupaba a Ñuble, Concepción y Arauco, para el periodo 1969-1977 en representación del Partido Demócrata Cristiano, al que renunció pocos meses después para fundar el MAPU, donde militó hasta 1971 y luego de la Izquierda Cristiana hasta 1973. Fue senador reemplazante en las comisiones permanentes de Defensa Nacional y de Gobierno. El golpe de Estado del 11 de septiembre de 1973 terminó anticipadamente su periodo parlamentario. El decreto ley 27 de 1973 disolvió el Congreso Nacional y declaró cesadas las funciones parlamentarias.
Entre las mociones presentadas durante su trabajo parlamentario que se convirtieron en ley de la República están las leyes 17004 de 1968, correspondiente a franquicias de internación de elementos para la Unión de reporteros gráficos y camarógrafos de Chile, y 17236 de 1969, sobre el establecimiento de normas de conservación de obras de arte de artistas chilenos o extranjeros.

## Trayectoria artística
Desde 1985 se ha dedicado de manera autodidacta a la pintura y a la escritura. Una de sus obras pictóricas, Alhué 1940, muerte y transfiguración en ambiente de solteronas, fue donada al Museo de Bellas Artes de Santiago en 1988. Fue distinguido con una mención del Museo del Louvre «entre los diez mejores trabajos presentados por artistas plásticos latinoamericanos» y en 2007 obtuvo el FONDART.

## Historial electoral

### Elecciones parlamentarias de 1969
- Elecciones parlamentarias de 1969 Candidato a senador por la Séptima Agrupación Provincial, Concepción, Ñuble y Arauco. Periodo 1969-1977.[7]